# Est
|  | Aquest article tracta sobre del punt cardinal llevant. Vegeu-ne altres significats a «Marca de seqüència expressada». |

|  | «Llevant» redirigeix aquí. Vegeu-ne altres significats a «Llevant (desambiguació)». |

L'est, orient, naixent o llevant és un dels quatre punts cardinals. La perpendicular a la meridiana talla l'horitzó en els punts est i oest, i el meridià de Greenwich divideix la terra en dos hemisferis, l'hemisferi est, o oriental, i l'hemisferi oest, o occidental. L'est es correspon amb el punt de l'horitzó des d'on ix el sol en els equinoccis, d'ací el nom de llevant. Això és degut al fet que la Terra gira sobre el seu eix en direcció est., per tant, la direcció general des de la qual sembla sortir el Sol. La pràctica de resar cap a Orient és més antiga que el cristianisme, però ha estat adoptada per aquesta religió, ja que es pensava que l'Orient contenia la llar original de la humanitat. Per tant, les esglésies cristianes s'han orientat tradicionalment cap a l'est. Després d'algunes primeres excepcions, aquesta tradició de tenir l'altar a l'est litúrgic s'ha convertit en una part del concepte d'orientació de l'església litúrgica a l'est i a l'oest.

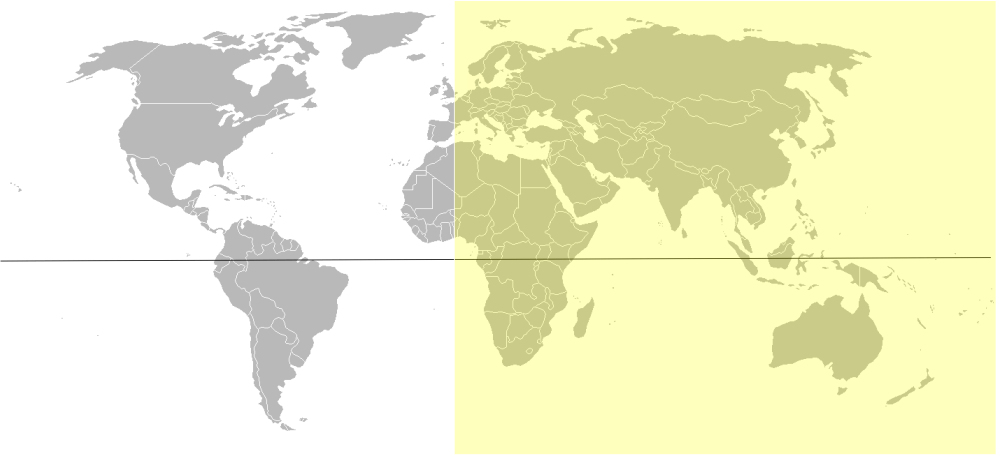
L'hemisferi est

Per convenció, la part dreta d'un mapa és l'est. S'escriu amb minúscula, encara que els símbols van amb majúscula (E), o quan forma la primera part d'un topònim.
Per extensió, l'Est (amb majúscula) també fou emprat per a designar els països pertanyents al bloc comunista al llarg de la Guerra Freda (països de l'Est o bloc de l'Est). S'emprava en contraposició amb Oest, que simbolitzava als Estats Units. Actualment, l'est d'Europa comprèn els països que se situen en la part oriental d'Europa. Des del punt de vista europeu, l'Extrem Orient, és la part d'Àsia banyada per l'oceà Pacífic.

## Etimologia
Com en altres llengües, la paraula es forma a partir del fet que l'est és la direcció on surt el Sol: east prové de l'anglès mitjà est, de l'anglès antic ēast, que prové del protogermànic * aus-to- o * austra - 'est, cap a la sortida del sol', del protoindoeuropeu *aus- "brillar" o alba, emparentat amb l'alt alemany antic *ōstar 'a l'est', llatí aurora 'alba', i grec ἠώς ēōs 'alba, a l'est'. Exemples de la mateixa formació en altres idiomes inclouen el llatí oriens 'est, sortida del sol’de orior 'aixecar-se, originar-se', el grec ανατολή anatolé 'est' de ἀνατέλλω 'aixecar-se' i l'hebreu מִזְרָח mizraḗ ָרָץ׷׸ ָץץ׸ 'est aixecar-se, brillar'. Ēostre, una deessa germànica de l'alba, podria haver estat una personificació tant de l'alba com dels punts cardinals.
L'est de vegades s'abreuja com a E.

## Navegació
Per convenció, el costat dret d'un mapa és a l'est. Aquesta convenció s'ha desenvolupat a partir de l'ús d'una brúixola, que situa el nord a la part superior. Tanmateix, als mapes de planetes com Venus i Urà que giren retrògrads, el costat esquerre és a l'est. Als mapes que exigeixen precisió s'indica el nord-est magnètic i el nord geogràfic, que són diferents per a cada regió. A totes les regions es pot observar com el Sol es mou «aparentment» des de l'horitzó cap a l'oest deixant l'est a la dreta, si l'observador està situat mirant al nord.
Per anar cap a l'est utilitzant una brúixola per a la navegació, es fixa un rumbo o azimut de 90°.
El Sol és a l'orto, exactament al punt cardinal est, en els dos únics dies d'equinocci que hi ha a l'any: Al voltant del 21 de març i el 23 de setembre. La resta de l'any l'orto solar s'arriba a desviar d'aquesta posició aproximadament 27 graus cap al nord o cap al sud. La vox populi que el Sol surt per l'est no és del tot exacta, arribant a desviar-se fins a 27 graus.
La posició aquest sol prendre's com a referència per determinar en el disseny de carta astral el signe del zodíac que és ascendent, és a dir, que «ascendeix» per l'horitzó a l'instant en el que passa un esdeveniment, com ara un naixement, la coronació d'un rei, l'elecció d'un papa, etcètera.
A gnomònica existeix un sistema de mesura del temps anomenat «sistema horari babilònic» en què es pren com a origen de temps, no al migdia, sinó l'instant en què el Sol és a l'orto.

## Usos geopolítics

### A Europa
L'Orient (amb majúscula) designa els països situats a l'est del continent europeu, i, segons el context, pot incloure els països mediterranis del sud, fins i tot alguns països dels Balcans (per exemple, els pintors orientalistes del Romanticisme del segle xix). Es pot afegir un adjectiu per precisar la zona geogràfica: Orient Pròxim, Orient Mitjà o Extrem Orient.
S'anomena Llevant als països orientals del Mar Mediterrani.

### Durant la Guerra Freda
L'Est (amb majúscula) també ha estat emprat per designar els països pertanyents al bloc comunista al llarg de la Guerra Freda durant els períodes que van des dels anys 50 a 90. S'usava en contraposició amb Oest, que simbolitzava als Estats Units d'Amèrica. A Alemanya els habitants de la zona Est eren denominats "Ossis", en contraposició amb els "Wessis" de l'oest.
Després de la Guerra Freda, l'Est d'Europa comprèn els països que se situen a la part oriental d'Europa.

## Cultural

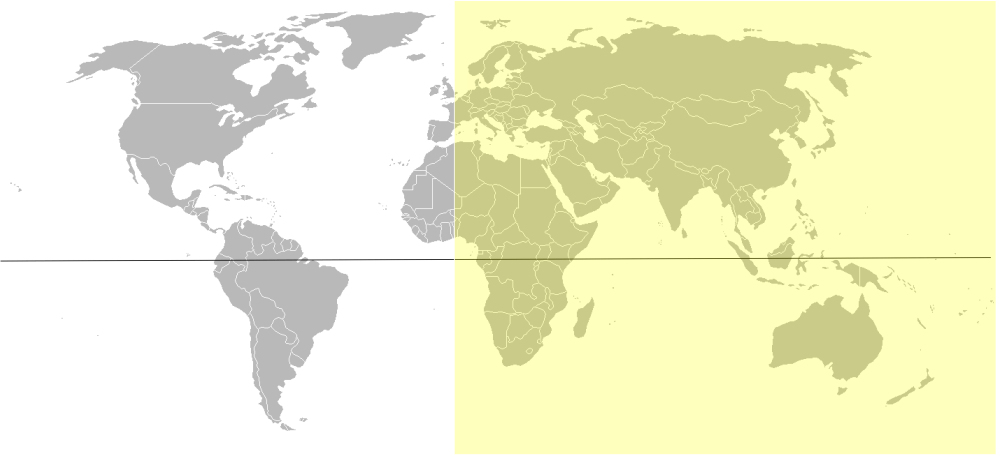
Països pertanyents a l'hemisferi est ombrejats.

La Terra es divideix en dos hemisferis prenent com a referència el meridià de Greenwich (es va adoptar com a meridià 0° en una conferència internacional celebrada el 1884 a Washington auspiciada pel president dels EUA, de tal manera que hi ha un hemisferi est (oriental) i un altre occidental. És una divisió merament geogràfica.L'Orient comprèn tradicionalment tot allò que pertany al món oriental, en relació amb Europa. En anglès, és en gran part un metònim i es refereix a la mateixa àrea que el continent asiàtic, dividit en Extrem Orient, Orient Mitjà i Orient Pròxim. Malgrat aquest origen eurocèntric, aquestes regions encara es troben a l'est del centre geogràfic de la Terra.
Dins d'una ciutat individual de l'hemisferi nord, l'extrem est és típicament més pobre perquè els vents dominants bufen de l'oest.